# الی کوهن
الیاهو بن-شائول کوهن (عبری: אֱלִיָּהוּ בֵּן שָׁאוּל כֹּהֵן‎‎; عربی: إيلياهو بن شاؤول كوهين‎؛ ۶ دسامبر ۱۹۲۴ – ۱۸ مه ۱۹۶۵) جاسوس اسرائیلی بود. بیشتر شهرت او به خاطر عملیاتش در سوریه است که توانست با نفوذ در دولت سوریه تا مشاور عالی (معاون) وزیر دفاع نیز ترقی یابد. در سوریه او در ظاهر از تندروترین، جدیترین و پیشروترین افرادی بود که با اسرائیل مخالفت می‌ورزید. در نهایت هویت واقعی او آشکار شده و در سال ۱۹۶۵ اعدام شد. گفته می‌شود اطلاعات گردآوری شده توسط او نقش مهمی در موفقیت اسرائیل در جنگ شش‌روزه داشته است.

## زندگی
الی کوهن در اسکندریه در یک خانواده ارتدوکس و صهیونیست در سال ۱۹۲۵ به دنیا آمد. پدر او از حلب سوریه به مصر مهاجرت کرده بود. در سال ۱۹۴۷ و در زمان شدت‌گیری احساسات ضدیهودی در بین اعراب ترک تحصیل کرد و به تحصیل در خانه روی آورد. در زمان تشکیل اسرائیل، بیشتر خانواده‌های یهودی مصر را ترک کرده و به اسرائیل رفتند. با اینکه پدر و سه برادر او مصر را به قصد اسرائیل در سال ۱۹۴۹ ترک کردند، او در مصر ماند تا مدرک الکترونیک خود را تکمیل کرده و فعالیتهای یهودی و صهیونیستی خود را مدیریت کند. در سال ۱۹۵۱ و بعد از کودتای نظامی، نهضت ضد صهیونیستی شکل گرفت و کوهن به دلیل فعالیتهای صهیونیستی خود بازداشت شد. کوهن در بسیاری از عملیات دولت اسرائیل در مصر نقش داشت ولی مدرکی از فعالیتهای او توسط دولت مصر ارائه نشده است.
بعد از درگیری سوئز، شدت درگیریها بین دولت مصر و یهودیان شدت پیدا کرد. در سال ۱۹۵۶ کوهن مجبور شد مصر را ترک کرده و به اسرائیل مهاجرت کند.
در سال ۱۹۵۷ کوهن به استخدام اطلاعات ارتش اسرائیل درآمد. کاری که به او محول شده بود در نظر او خسته کننده بود و تصمیم گرفت به خدمت موساد در آید؛ ولی موساد او را رد کرد و او مجبور شد کار قبلی خود را ادامه دهد. در دو سال بعد از آن، او در یک دفتر بیمه مشغول به کار شده و با زنی عراقی یهودی ازدواج کرد. آنها سه فرزند داشته و در بت یم ساکن شدند.
پس از آن که رئیس موساد ژنرال میر آمیت نام او را در بین افراد رد شده دید، موساد تصمیم به استخدام کوهن گرفت. مأموریت انتخاب شده برای او نفوذ به دولت سوریه بود. بعد از اینکه دو هفته تحت نظر بود، استخدام شده و تحت آموزش قرار گرفت. کوهن در دوره فشرده ۶ ماهه موساد شرکت کرد و گزارش آموزش او نشان داد که او مهارت‌های لازم برای عملیات واقعی را دارد.
در این زمان هویتی جعلی به عنوان یک بازرگان سوری که از آرژانتین به کشور خود بازمی‌گردد برای او تهیه شد. برای واقعی جلوه دادن این داستان، او به آرژانتین سفر کرد.

## در سوریه

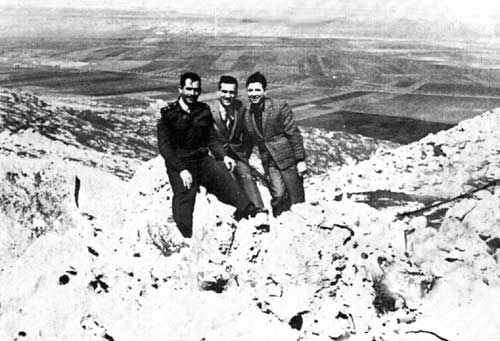
کوهن (در وسط) در ارتفاعات جولان.

در سال بعد او به دمشق رفت. در چند سال بعدی، او هویتی به نام کامل امین داشت. کوهن موفق شد اعتماد افراد زیادی در ارتش و دولت سوریه را به دست آورد. در همین زمان او اطلاعات را به وسیله رادیو، نامه و گاهی نیز به صورت حضوری منتقل می‌کرد. مهم‌ترین اطلاعات جمع شده توسط او وقتی بود که از بلندیهای جولان بازدید کرد و موفق شد اطلاعات نظامی سوریه در آن منطقه را به اسرائیل منتقل کند. کوهن وانمود کرد که برای کمک به سربازانی که زیر آفتاب کشیک می‌دادند قصد دارد درختانی را در بالای سر آنها بکارد. بعداً این درختها به عنوان هدف برای ارتش اسرائیل مورد استفاده قرار گرفت. کوهن بازدیدهای زیادی از قسمت جنوبی انجام داد و عکسها و نقاشیهای زیادی از این منطقه برای اسرائیل تهیه نمود.
کوهن موفق شد دوستان بسیار زیادی در بین افراد عالی‌رتبه ارتش سوریه به دست آورد. بعضی گزارشها می‌گویند که او دوستی زیادی با امین الحافظ داشت، ولی حافظ این دوستی را تکذیب می‌کند. بعد از این که حافظ رئیس‌جمهور شد، کوهن حتی برای پست وزیر دفاع در نظر گرفته شده بود.
کوهن همچنین موفق شد از برنامه مخفی ارتش سوریه برای ایجاد پدافندِ چندلایه پرده بردارد. ارتش اسرائیل تنها انتظار یک لایه دفاعی را داشت و اطلاعات کوهن برایش بسیار ارزشمند بود.
در سال ۱۹۶۴، کوهن به‌طور مخفیانه به اسرائیل بازگشت تا بتواند در زمان زایمان همسرش در کنار او باشد.
کوهن، در مجلس ملی سوریه با فریادهایش اسرائیل را به بدترین اقدامات متهم می‌کرد. دستور موساد به او این بود که تا می‌توانی علیه اسرائیل بگو و بنویس تا وانمود کنی دشمن شماره یک اسرائیل هستی.

## محاکمه و اعدام

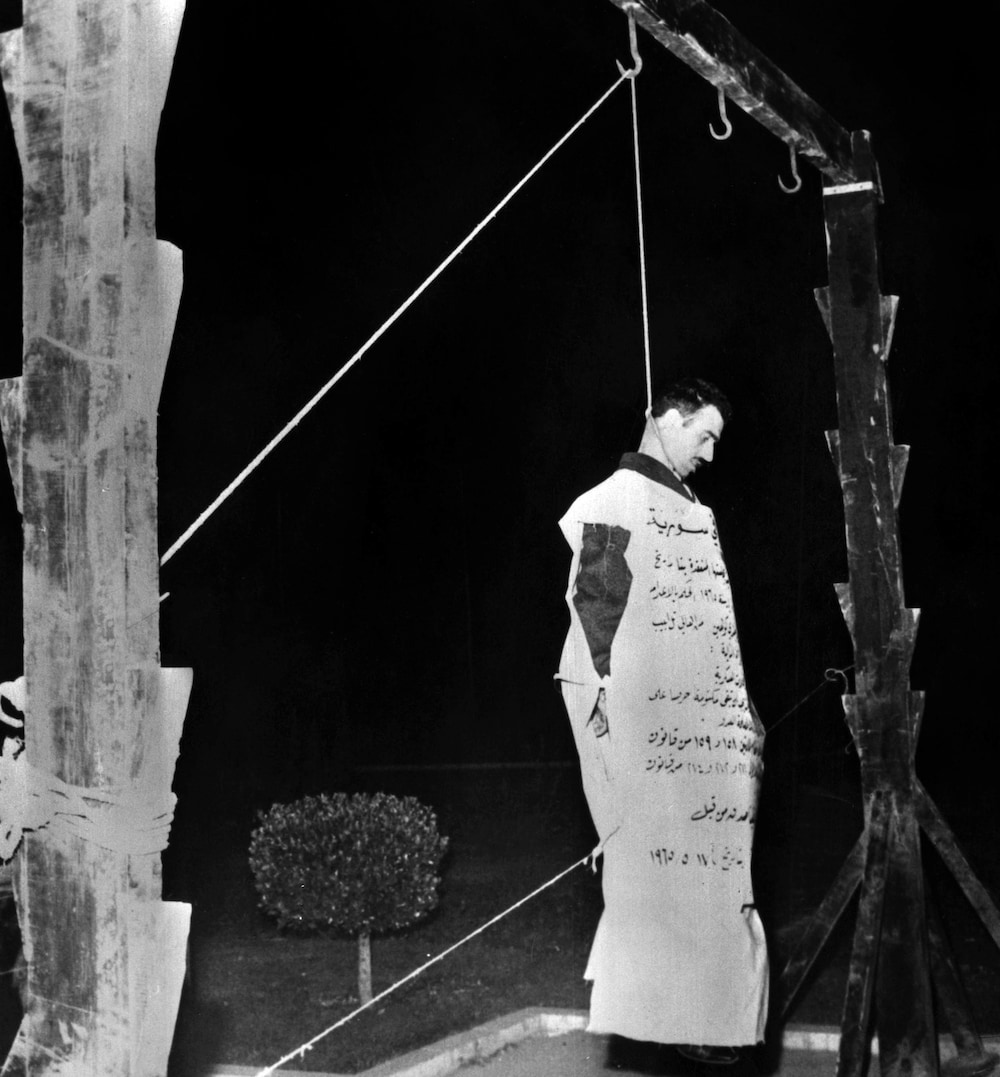

در ژانویه ۱۹۶۵، دولت سوریه تلاش‌های خود را برای دستگیری جاسوس رده بالا بیشتر کرد. با کمک نیروهای شوروی سابق و با کمک تجهیزات آنان خطوط رادیویی زیر نظر گرفته شد. این تجهیزات موفق به ردیابی کوهن در هنگام انتقال اطلاعات به اسرائیل شدند. بعد از محاکمه نظامی، او به جرم جاسوسی مجرم شناخته شد و به اعدام محکوم گردید. کوهن در بازجویی‌ها هیچ‌کدام از اطلاعات سری اسرائیل را فاش نکرد. دولت اسرائیل یک برنامه جهانی برای حمایت از او راه‌اندازی کرد تا جلوی اعدام او را بگیرد. اسرائیلی‌ها چندین بار از دولت سوریه درخواست کردند که او را اعدام نکند و حتی از شوروی درخواست وساطت کردند. با اینکه خیلی از شخصیت‌های بین‌المللی از جمله پاپ پل ششم و دولت‌های فرانسه، بلژیک و کانادا از دولت سوریه درخواست کردند حکم اعدام را لغو کند او در ماه مه ۱۹۶۵ در ملأ عام اعدام گردید.
بر اساس نظر برادر او موریس کوهن که او هم یک جاسوس موساد است، در زمان اعدام، الی کوهن نفر سوم برای جایگزینی نخست‌وزیر سوریه بود.
درخواست‌های خانواده کوهن برای بازگرداندن جسد او به اسرائیل چندین بار رد شده است. در سال ۲۰۰۷ دولت ترکیه اعلام کرد آمادگی وساطت بین سوریه و اسرائیل در این زمینه را دارد. در سال ۲۰۰۸ یکی از مقامات دولت حافظ اسد اعلام کرد که بقایای او در محل نامعلومی دفن است تا از بازگرداندن جسد او به اسرائیل جلوگیری شود.
فیلم جاسوس غیرممکن دربارهٔ زندگی او است. بخشی از موزه بین‌المللی جاسوسان در واشینگتن نیز به او اختصاص دارد.

## بقایای الی کوهن
روزنامهٔ «یدیعوت اخرونوت» گزارش داد که رئیس‌جمهور اسرائیل، رووین ریولین، به‌صورت محرمانه از همتای روس خود درخواست کمک کرده تا بقایای جسد جاسوس اسرائیلی، ایلی کوهن، که در سال ۱۹۶۵ در سوریه اعدام شد، به اسرائیل منتقل شود تا در قبرستانی یهودی دفن گردد. این روزنامه ادعا کرد که رئیس‌جمهور روسیه به ریولین وعده داده که موضوع را بررسی خواهد کرد. پیش‌تر، مقامات سوری درخواست‌های مکرر اسرائیل در این زمینه را رد کرده بودند و مدعی شده بودند که از محل دفن بقایا اطلاعی ندارند.
در ۱۵ آوریل ۲۰۱۹، روزنامهٔ «جروزالم پست» مدعی شد که هیئتی روسی دمشق را ترک کرده و بقایای جسد الی کوهن را با خود به اسرائیل منتقل کرده است. اما چند روز بعد، وزارت امور خارجهٔ روسیه این خبر را که در روزهای گذشته به‌طور گسترده‌ای منتشر شده بود، تکذیب کرد و آن را «اتهاماتی بی‌اساس» خواند؛ بنا بر بیانیه‌ای که این وزارتخانه منتشر کرد.
در ماه مه ۲۰۲۵، اسرائیل اعلام کرد که «بایگانی رسمی سوریه» مربوط به الی کوهن را بازیابی کرده است؛ این بایگانی شامل حدود ۲۵۰۰ سند، عکس و اشیای شخصی اوست. از برجسته‌ترین موارد موجود در این مجموعه می‌توان به وصیت‌نامهٔ دست‌نویس کوهن، فایل‌های صوتی از بازجویی‌هایش، گذرنامه‌های جعلی، و تصاویری از او همراه با مقام‌های سوری اشاره کرد. این عملیات در چارچوب تلاش‌های مداوم برای کشف سرنوشت الی کوهن و محل دفن او پس از اعدامش در دمشق در سال ۱۹۶۵ انجام شده است. همچنین، نخست‌وزیر بنیامین نتانیاهو و رئیس موساد، اسناد را به نادیا کوهن، همسر الی کوهن، تحویل دادند. این رویداد دومین عملیات اعلام‌شدهٔ اسرائیل در داخل خاک سوریه پس از سقوط حکومت بشار اسد در دسامبر ۲۰۲۴ به‌شمار می‌رود.
در میان اسنادی که اسرائیل بازیابی کرده بود، وصیت‌نامه‌ای که الی کوهن برای همسر و خانواده‌اش نوشته بود، برجسته‌ترین سند به‌شمار می‌رفت.

### وصیت نامه الی کوهن
به همسرم نادیا و خانوادهٔ عزیزم،
این کلمات آخر را برایتان می‌نویسم و از شما می‌خواهم که همیشه با یکدیگر در ارتباط باشید. نادیا، از تو خواهش می‌کنم که مرا ببخشی، از خودت و فرزندان‌مان مراقبت کنی، آن‌ها را به‌خوبی تربیت و آموزش دهی، و خودت را از چیزی محروم نکنی، و آن‌ها را هم از چیزی محروم نسازی. با خانواده‌ام در تماس مداوم باش… می‌توانی با مرد دیگری ازدواج کنی تا فرزندان‌مان بدون پدر بزرگ نشوند؛ تو در این تصمیم کاملاً آزاد هستی. خواهش می‌کنم وقت‌تان را با گریه بر گذشته تلف نکنید، همیشه به آینده نگاه کنید… نماز برای آرامش روح من و روح پدرم را فراموش نکنید… برای همه‌تان، گرم‌ترین بوسه‌ها و بدرود.